# District de Wando
Pour les articles homonymes, voir Wando.
Le district de Wando est un district de la province du Jeolla du Sud, en Corée du Sud, et occupant plusieurs îles de la mer du Japon.

## Tourisme
- L'épave de Wando